# Tetraselago nelsonii
Tetraselago nelsonii är en flenörtsväxtart som först beskrevs av Robert Allen Rolfe, och fick sitt nu gällande namn av O.M. Hilliard och B.L.Burtt. Tetraselago nelsonii ingår i släktet Tetraselago och familjen flenörtsväxter. Inga underarter finns listade i Catalogue of Life.